# استیون نوبرگ
استیون نوبرگ (انگلیسی: Steven Neuberg؛ زادهٔ ۱ ژانویهٔ ۲۰۰۰) یک دانشمند روان‌شناسی اجتماعی اهل ایالات متحده آمریکا است که تحقیقاتش به موضوعات مربوط به ادراک شخص، شکل‌گیری برداشت، تفکر قالبی، پیش‌داوری، تأثیر انتظارات، تهدید کلیشه و رفتار شخصی کمک کرده‌است.